# Israel Kamakawiwo'ole
Israel Kaʻanoʻi Kamakawiwo'ole (Honolulu, 20 maggio 1959 – Honolulu, 26 giugno 1997) è stato un cantante e musicista statunitense nativo delle Hawaii. È conosciuto anche con gli pseudonimi di Bruddah Iz o Bradda IZ oppure, semplicemente, IZ.
È divenuto famoso nel 1993 con la pubblicazione dell'album discografico Facing Future contenente il medley delle canzoni Over the Rainbow (che fu scritta nel 1939 da Harold Arlen con testi di E.Y. Harburg, interpretata da Judy Garland per la colonna sonora del film Il mago di Oz) e What a Wonderful World (standard portato al successo da Louis Armstrong) eseguito in una versione con accompagnamento all'ukulele.
Il brano Hawaii '78, invece, fa parte della colonna sonora del film di surf In God's Hands del 1998.

## Biografia

### Infanzia e adolescenza
Nato al Kuakini Hospital di Oahu da Henry Kaleialoha Naniwa ed Evangeline Leinani Kamakawiwo'ole, ha vissuto nella comunità di Kaimuki, nel sobborgo di Waikīkī dove i suoi genitori, entrambi nati nelle isole Hawaii, si conobbero e si sposarono.
Ha iniziato a suonare con il fratello maggiore Skippy all'età di undici anni, dopo avere ascoltato la musica dei grandi artisti hawaiiani del tempo, come Peter Moon, Palani Vaughn e Don Ho, che frequentavano l'ambiente in cui lavoravano i suoi genitori.
Durante la sua adolescenza, la famiglia si trasferì a Makaha. Lì conobbe Louis "Moon" Kauakahi, Sam Gray e Jerome Koko. Insieme al fratello Skippy formarono i Makaha Sons of Ni'ihau. Dal 1976 fino agli anni ottanta, la band hawaiana raggiunse la popolarità in seguito a tour nelle Hawaii e negli Stati Uniti continentali, fino a pubblicare dieci album di successo.
Nel 1982 il fratello di Israel, Skippy, morì. Nello stesso anno, Iz sposò l'amica d'infanzia Marlene da cui ha avuto una figlia chiamata Ceslieanne "Wehi".

### Anni novanta
Nel 1990, Iz pubblicò il suo primo album da solista Ka'ano'i che gli permise di vincere il premio per l'album contemporaneo dell'anno e come miglior cantante dell'anno assegnatogli dalla Hawai'i Academy of Recording Arts (HARA).
Facing Future fu pubblicato nel 1993. Considerato il suo miglior album, contiene la sua canzone più nota, il medley Over the Rainbow/What a Wonderful World, assieme a: Hawai'i 78, White Sandy Beach of Hawai'i, Maui Hawaiian Sup'pa Man e Kaulana Kawaihae. Nel 1994 l'HARA lo nominò miglior artista dell'anno. L'album raggiunse la 35ª posizione della Billboard 200.
E Ala E (1995) conteneva le canzoni politiche E Ala E e Kaleohano e in In This Life (1996) pubblicò In This Life e Starting All Over Again.
Man mano che la sua carriera proseguiva, Iz divenne noto per le lotte a favore dei diritti hawaiani e come attivista del movimento per l'indipendenza hawaiana, sia per la sua musica (i cui testi spesso trattavano del problema dell'indipendenza) sia per la sua stessa vita.
Nel 1997, Iz fu di nuovo premiato dalla Hawai'i Academy of Recording Arts al premio annuale Na Hoku Hanohano come miglior cantante dell'anno, miglior artista dell'anno e album dell'anno. Iz seguì la cerimonia dalla stanza di un ospedale.

### La morte
Nell'ultima parte della sua vita, Iz patì di una grave forma di obesità, arrivando a pesare 343 kg. Fu più volte ricoverato in ospedale e morì per problemi respiratori alle 00:18 del 26 giugno 1997 all'età di 38 anni. Per tutto il giorno fu mostrata la bandiera hawaiana a mezz'asta. Il suo corpo fu esposto al Capitol Building di Honolulu, dove più di 10 000 persone gli resero omaggio. Le sue ceneri furono sparse nell'oceano a Makua Beach.
L'album postumo Alone in Iz World, pubblicato nel 2001, raggiunse il primo posto della Billboard World Albums, il 135º della Billboard 200 e il 13º della Billboard Independent Albums.
Il 20 settembre 2003 al Waianae Neighborhood Community Centre, in presenza della vedova Marlene e della scultrice Jan-Michelle Sawyer, fu inaugurato un busto di bronzo raffigurante il musicista.

## Discografia

### Album in studio
- 1990 – Ka ʻAnoʻi
- 1993 – Facing Future
- 1995 – E Ala E
- 1996 – N Dis Life
- 1998 – Iz in Concert: The Man and His Music
- 2001 – Alone in Iz World
- 2007 – Wonderful World
- 2011 – Over the Rainbow